# Shunten
Shunten (舜天 1166-1237) là lãnh chúa đầu tiên và là người sáng lập ra triều Shunten của Okinawa từ năm 1187. Triều đại Shunten chỉ tồn tại 73 năm qua các đời con ông Shunbajunki và cháu nội Gihon nhưng nó đánh dấu một bước quan trọng trong việc xác định chủ quyền của người Ryukyu và thiết lập các mối quan hệ với tỉnh Yamato, Nhật Bản.
Ông mất năm 1237 và truyền ngôi cho con trai là Shunbajunki. Dưới thời Shuten, ảnh hưởng của Nhật Bản đối với quốc đảo này rất mạnh. Đạo Phật được truyền bá từ Nhật Bản vào năm 1260, và những  nhà truyền giáo Nhật Bản thường xuyên lui tới đây. Những người trốn chạy và thám hiểm Nhật Bản cũng tới đây như Tametomo. Nhưng Nhật Bản không bao giờ muốn độc chiếm ảnh hưởng.